# Zwyczajni ludzie
Zwykli ludzie albo alternatywnie Zwyczajni ludzie (ang. Ordinary People) – amerykański film obyczajowy z 1980 roku w reżyserii Roberta Redforda. Scenariusz filmu powstał na podstawie powieści Judith Guest. Zdjęcia kręcono w stanie Illinois.
Światowa premiera filmu miała miejsce 19 września 1980 roku. Film otrzymał szereg prestiżowych nagród, w tym Złoty Glob za najlepszy film dramatyczny oraz Oscara za najlepszy film.

## Fabuła
W modelowej amerykańskiej rodzinie (ojciec, matka, dwóch synów) zdarza się tragedia. Podczas wypadku na łodzi ginie starszy z braci, a młodszy, przepełniony poczuciem winy, dlatego że przeżył, próbuje popełnić samobójstwo i spędza pewien czas w szpitalu psychiatrycznym. Gdy wraca do domu, musi radzić sobie z obojętną matką i udawaną radością życia ojca.

## Obsada
- Donald Sutherland jako Calvin Jarrett
- Mary Tyler Moore jako Beth Jarrett
- Timothy Hutton jako Conrad Jarrett
- Judd Hirsch jako Dr. Tyrone C. Berger
- Elizabeth McGovern jako Jeannine Pratt
- M. Emmet Walsh jako Trener Salan
- Dinah Manoff jako Karen

i inni

## Nagrody i nominacje
Oscary za rok 1980
- Najlepszy film – Ronald L. Schwary
- Najlepsza reżyseria – Robert Redford
- Najlepszy scenariusz adaptowany – Alvin Sargent
- Najlepszy aktor drugoplanowy – Timothy Hutton

- Najlepsza aktorka – Mary Tyler Moore (nominacja)
- Najlepszy aktor drugoplanowy – Judd Hirsch (nominacja)

Złote Globy 1980
- Najlepszy dramat
- Najlepsza reżyseria – Robert Redford
- Najlepsza aktorka dramatyczna – Mary Tyler Moore
- Najlepszy aktor drugoplanowy – Timothy Hutton
- Odkrycie roku – aktor – Timothy Hutton

- Najlepszy aktor dramatyczny – Donald Sutherland (nominacja)
- Najlepszy aktor drugoplanowy – Judd Hirsch (nominacja)
- Najlepszy scenariusz – Alvin Sargent (nominacja)

Nagrody BAFTA 1981
- Najlepsza aktorka – Mary Tyler Moore (nominacja)
- Najlepszy pierwszoplanowy debiut aktorski – Timothy Hutton (nominacja)